# Dante Benvenuti
Dante Francisco Benvenuti Lenardon (Buenos Aires, 10 de julho de 1925 — 19 de março de 2012) foi um ciclista olímpico argentino. Benvenuti representou sua nação em dois eventos nos Jogos Olímpicos de Verão de 1948, em Londres.
Foi o pai do também ex-ciclista Osvaldo Benvenuti.